# Marina di Ginosa

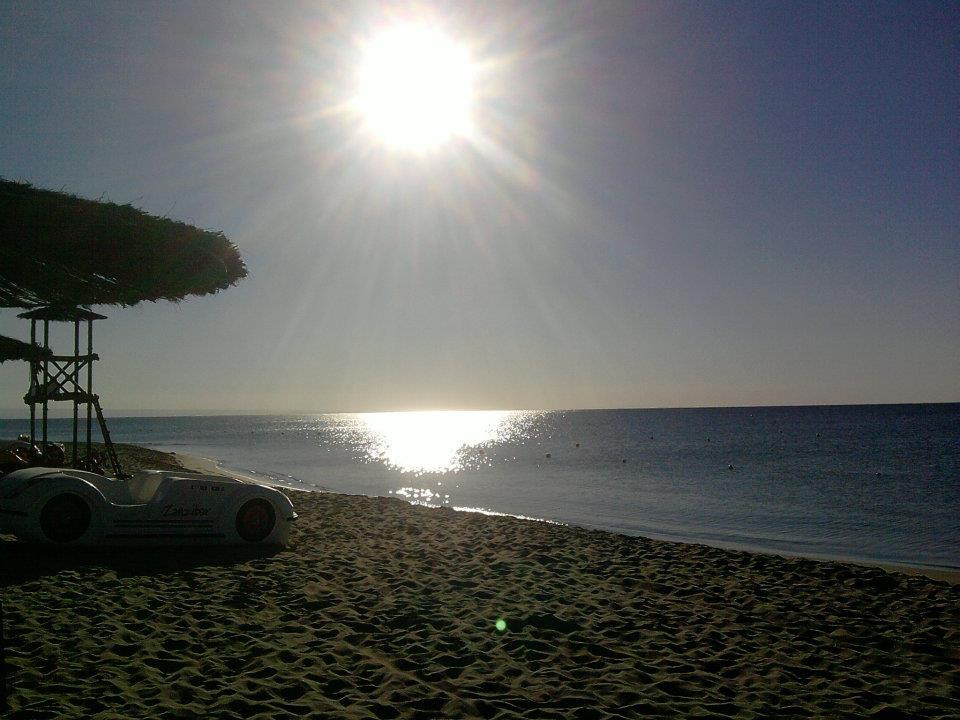
Alba a Marina di Ginosa

Marina di Ginosa, detta anche Ginosa Marina, è una località balneare dell'arco ionico tarantino, frazione del comune di Ginosa (in provincia di Taranto). I suoi abitanti sono denominati marinesi, come distinzione dai ginosini, abitanti di Ginosa città.

## Geografia fisica

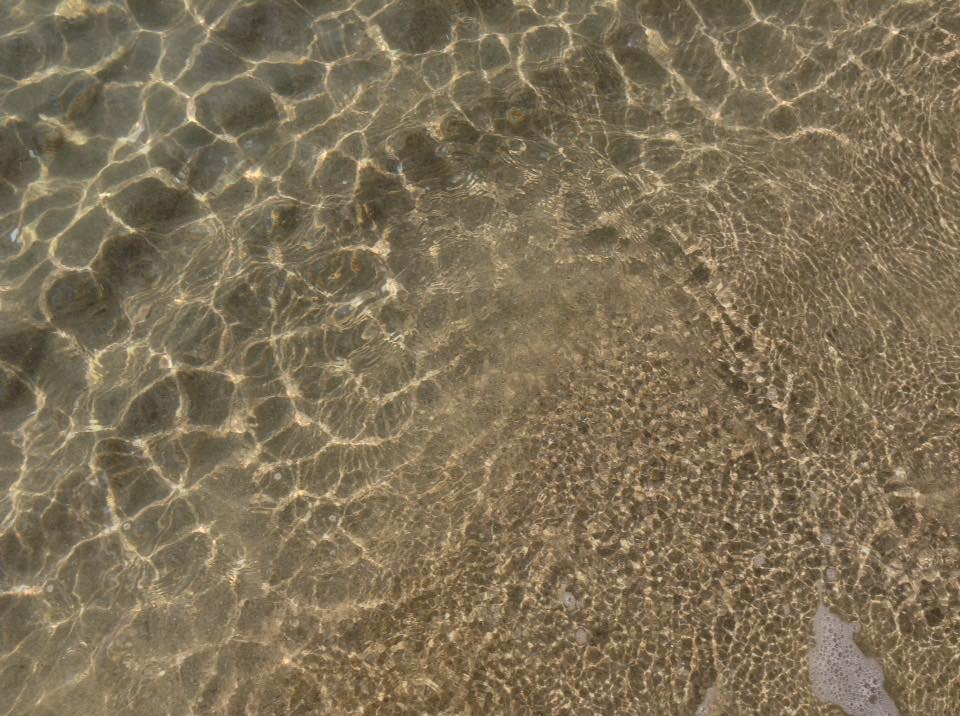
Il mare a Marina di Ginosa

Per la qualità del mare e delle spiagge sabbiose la FEE ha riconosciuto a Marina di Ginosa la Bandiera Blu numerose volte: la prima nel 1995, poi nel 1997 e nel 1998, negli anni dal 1999 al 2001 ed ininterrottamente dal 2004 al 2021. Ha inoltre ricevuto, per la stagione estiva 2009, le 3 Vele Blu da Legambiente.
Caratteristica predominante delle spiagge di Marina di Ginosa è la pineta di arbusti di macchia mediterranea che incornicia per chilometri tutto il litorale. Tali Pinete rientrano nell'area naturale protetta "Pinete dell'Arco Ionico".
È presente un piccolo lago, il lago Salinella, che si trova a circa 5 km dall'abitato sulla strada per Metaponto, che è destinato a diventare un'oasi naturale. È presente un'antica torre costiera, risalente al XVI secolo, costruita a difesa delle coste ioniche dalle incursioni turche nell'Italia meridionale: "Torre Mattoni". Ad ovest dell'abitato scorre il Torrente del fiume Galaso.

## Storia
La località era originariamente denominata Ginosa Scalo per la presenza della stazione ferroviaria della ferrovia ionica. Veniva anche denominata Stornara per gli storni che numerosi vi fanno ritorno in autunno. Altro nome identificativo della zona per gli abitanti delle aree limitrofe era Venticinque, in riferimento al numero del casello ferroviario, numero che coincide anche per l'ubicazione al km 25 della strada provinciale ex SS 580, ovvero alla fine della stessa.
Il Borgo di fondazione rappresenta uno dei più interessanti esempi di villaggio rurale progettato negli anni Cinquanta del Novecento e nel 1957 il Ministro dell'Agricoltura e delle Foreste Emilio Colombo inaugurò la nuova borgata rurale.
Nel 1958 venne attribuita alla borgata la denominazione ufficiale di Marina di Ginosa dall'allora Presidente della Repubblica Giovanni Gronchi.

## Cultura
Il comune di Ginosa ha istituito un sistema bibliotecario dotando Marina di Ginosa della Biblioteca civica Marinese (attualmente chiusa).

## Monumenti e luoghi d'interesse
Il principale luogo di interesse di Marina di Ginosa è il Lago Salinella, lago costiero retrodunale al confine tra la Puglia e la Basilicata, occupante il tratto terminale dell'antico alveo del fiume Bradano; il lago è un importante luogo dove sostano numerose specie migratorie dove è possibile dedicarsi al birdwatching. Sono inoltre da visitare:
- Torre Mattoni torre d'avvistamento costiera di età medioevale alla foce del Bradano
- La Pineta Regina e la Pineta Cavese, polmoni verdi dell'abitato

## Festività
La festa patronale di Sant'Antonio di Padova ha luogo il 12 e 13 giugno di ogni anno con la suggestiva processione del santo tra le vie del centro cittadino.   
Altra ricorrenza sentita dall'intera comunità è il Carnevale Marinese che, con i suoi carri allegorici e la partecipazione di ospiti nazionalpopolari, si svolge nella settimana antecedente l'inizio della Quaresima, partendo da Viale Ionio e concludendosi a Piazza Croce Rossa, anche detta "Piazza Eventi".
La festa della Madonna a Mare, invece, è un evento che si svolge quotidianamente l'ultima domenica di maggio con la presenza dell'effige della Vergine Maria posizionata su una barca allestita per l'occasione e portata in processione. Quest'ultima si sviluppa lungo tutta la litoranea chiedendo alla Madonna la sua protezione nei confronti di chi visiterà le nostre spiagge durante il periodo estivo
Partecipata è anche la festa di San Giuseppe, che ogni anno ripropone il suo tradizionale falò dei marinesi.

## Sport

### Calcio
La squadra di calcio di riferimento è il Ginosa, ma dal 1979 al 1997 la frazione ha avuto una compagine calcistica propria chiamata Stella Maris, che ha disputato 15 campionati di Terza Categoria e 2 campionati di Seconda Categoria.
Già nel 1971 erano state fondate due società di livello amatoriale: la Stella Marina 74025 e la Polisportiva Maris, che nel 1979 si fusero in un'unica società ribattezzata Stella Maris di Marina di Ginosa e affiliata con la FIGC per disputare i campionati dilettantistici. La prerogativa iniziale della squadra era quella di schierare soli calciatori residenti a Ginosa Marina. Nell'anno di esordio 1979-1980 la compagine marinese vince il suo primo campionato. La seconda promozione è quella del 1996-1997 con la squadra bianco-stellata che vince tutte le partite in calendario. La società si scioglie l'anno successivo, nel 1997-98, a conclusione di un torneo negativo che la vede retrocedere nuovamente in Terza Categoria.

### Tennis
Nel 1969 fu fondato il Tennis Club "Pro Loco" Marina di Ginosa che a distanza di oltre quarant'anni continua la propria attività con la scuola avviamento tennis e con il tradizionale torneo nazionale di tennis di 3ª e 4ª Categoria. Dal 2013 viene organizzato il regolare torneo open.

## Infrastrutture e trasporti
Marina di Ginosa dispone di una stazione ferroviaria, che funge da principale collegamento tra la provincia di Taranto e la provincia di Matera.